# 2001: Vamos a la playa
2001: Vamos a la playa è un singolo pubblicato dai Righeira, versione remix di uno dei loro pezzi più famosi.

## Tracce
1. Vamos a la playa (Factory Team Happy Mix) – 5:15
2. Vamos a la playa (Los Amigos Invisibles - Cuyagua's Mix) – 7:18
3. Vamos a la playa (Montefiori Cocktail Remix) – 4:19
4. Vamos a la playa (Fluorescente Mix) – 5:13